# Zuvanda crenulata
Zuvanda crenulata är en korsblommig växtart som först beskrevs av Dc., och fick sitt nu gällande namn av Askerova. Zuvanda crenulata ingår i släktet Zuvanda och familjen korsblommiga växter. Inga underarter finns listade i Catalogue of Life.